# Рейнек, Богуслав
Богуслав Рейнек (чеш. Bohuslav Reynek, 31 мая 1892, Петрков — 28 сентября 1971, Петрков) — чешский поэт, писатель, художник и переводчик литературы.

## Биография
В 1904—1911 годах учился в гимназии Йиглавы, в совершенстве овладевает немецким и французским языками. Затем продолжает своё образование в Пражском университете. В начале 1920-х годов женится на французской поэтессе Сюзанне Рено. В 1914 году Рейнек знакомится и начинает своё многолетнее сотрудничество с известным чешским издателем Йозефом Флорианом, который выпускает сборники стихотворений поэта. Рейнек также публикует в изданиях Флориана свои переводы, создаёт иллюстрации для художественных произведений.
В период между двумя мировыми войнами поэт живёт попеременно во Франции и в Чехословакии. После 1948 произведения Рейнека перестают публиковать, его книги изымаются из книжных магазинов и библиотек. Тем не менее он становится легендой для следующих поколений чешских поэтов (Йиржи Коларж, Иван Дивиш, Иван Мартин Йироус).

## Творчество
Поэзия Богуслава Рейнека — большого духовного содержания, наполнена христианским гуманизмом и инспирирована прекрасными ландшафтами чешской природы. Поэт много переводил с французского и немецкого языков (прежде всего — Георга Тракля). Известен как выдающийся художник-график (циклы графики Иов (1948-49), Дон Кихот (1955-60)). С конца 1940-х и по середину 1960-х годов поэзия Рейнека в социалистической Чехословакии не печаталась. Лишь после смерти его жены, в 1964 году графика Б.Рейнека начала вновь выставляться, а в 1969 году в свет выходит собрание его поэзии (Sníh na zápraží, Mráz v okně и Podzimní motýli).

## Сочинения
- Žízně (1921), поэмы
- Rybí šupiny (1922), поэмы в прозе
- Had na sněhu (1924), поэмы в прозе
- Smutek země (1924), поэмы
- Rty a zuby (1925), поэмы
- Setba samot (1936), поэмы
- Pieta (1940), поэмы
- Podzimní motýli (1946), поэмы

посмертно:
- Odlet vlaštovek — самиздат (1978), также в Мюнхене (1980), неоднократно издавался после 1989.